# Väinö Kannisto
Väinö Kannisto (1897–1962) byl finský reportážní a dokumentární fotograf samouk.

## Životopis
Väinö Kannisto pracoval jako fotograf v Helsinkách od roku 1922. Ve 40. letech 20. století založil ve čtvrti Kallio fotografické studio s názvem Itseni-nimisen. Kannisto dokumentoval události finské komunistické strany, zejména pro Finský sociálně demokratický časopis. Kromě toho fotografoval rodinná setkání, válečné invalidy a pohřby hrdinů a také události a pohledy na město pro levicové strany a náboženské komunity. O Kannistovi a blízkých lidech na jeho snímcích je toho však známo jen málo.
Helsinské městské muzeum digitalizuje a katalogizuje autorovy negativy, kterých je asi 10 000 kusů. Snímky tvoří kulturně a historicky cennou sbírku života v Helsinkách ve 40. a 50. letech 20. století. Kannistovy dokumentární fotografie jsou ve sbírce obrázků Městského muzea Helsinki helsinkikuvia.fi a ve sbírce finna.fi.

## Galerie

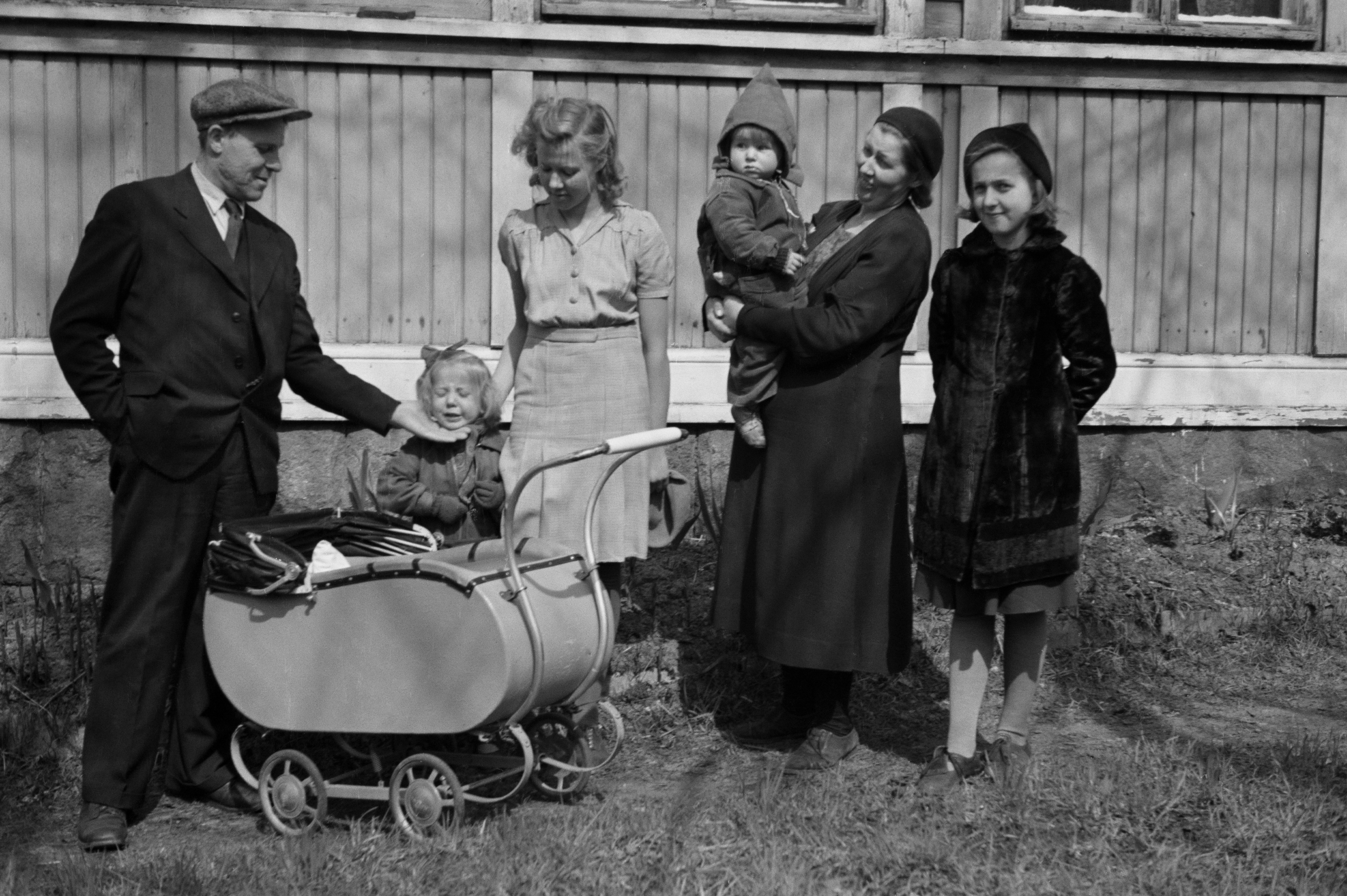
Dospělí a děti na dvoře před dřevěným domem Vallilantie 5, rodinná fotografie
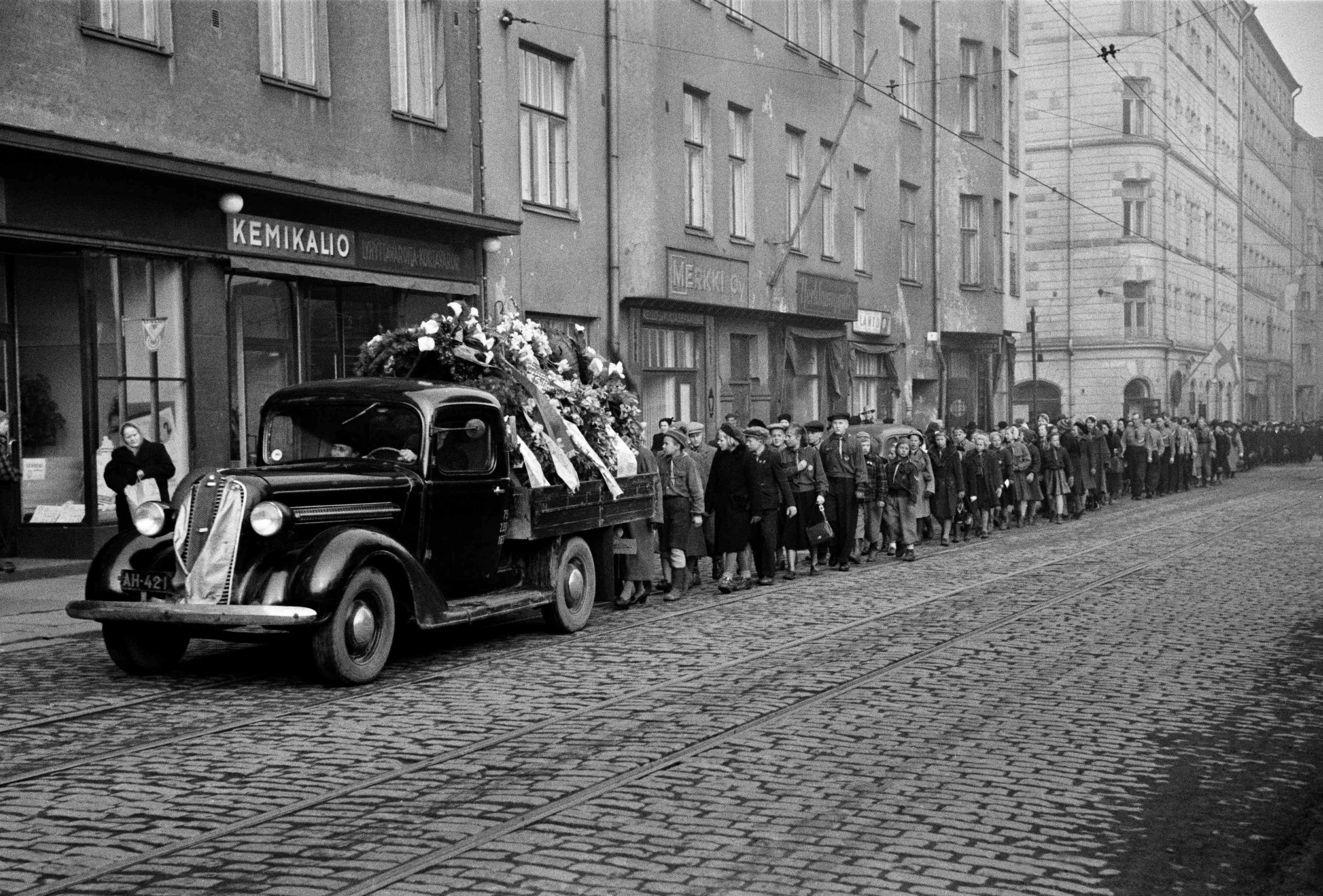
Pohřeb Miiny Sillanpää, pohřební procesí Lapinlahdenkatu, 1952
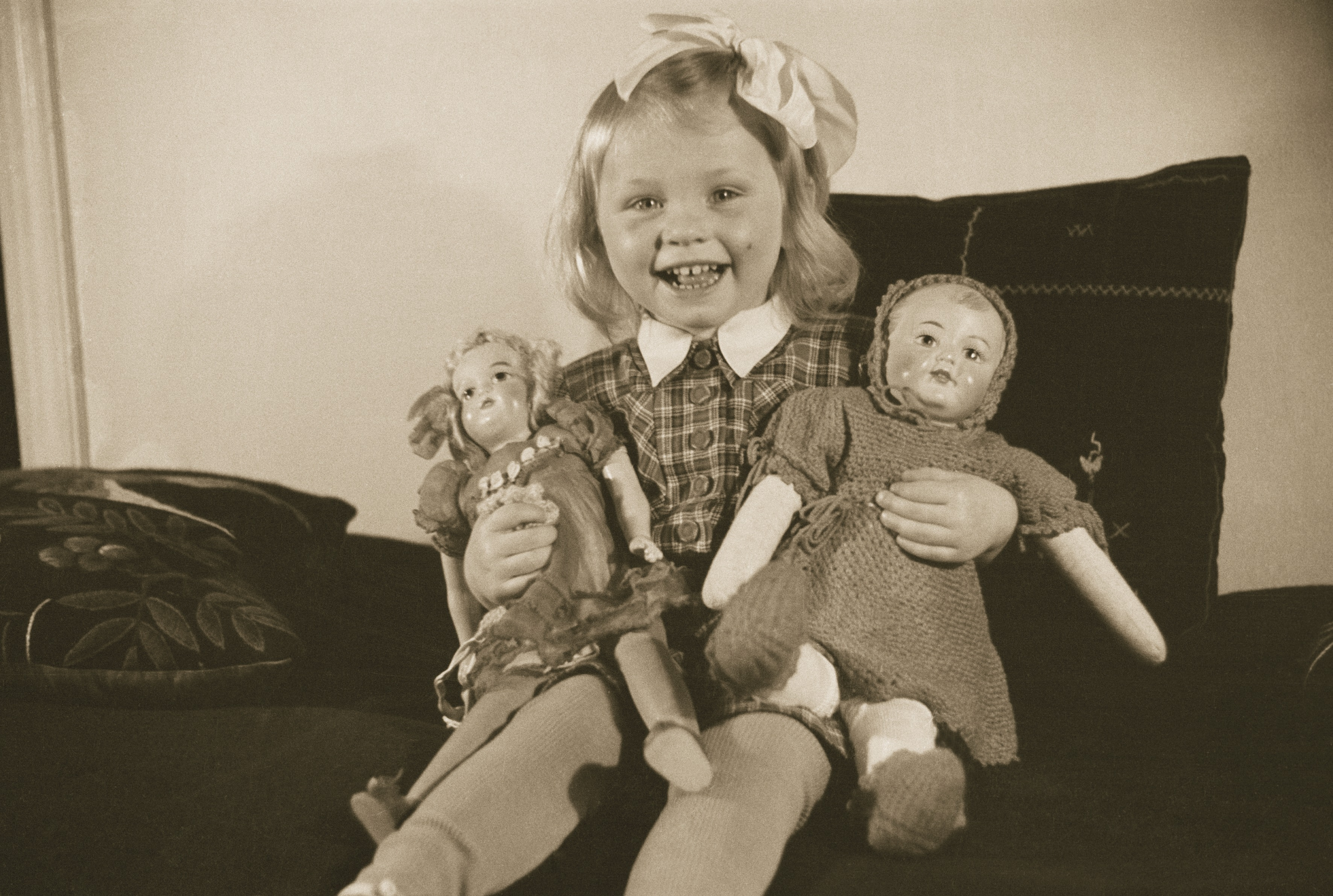
Smějící se holčička se svými panenkami
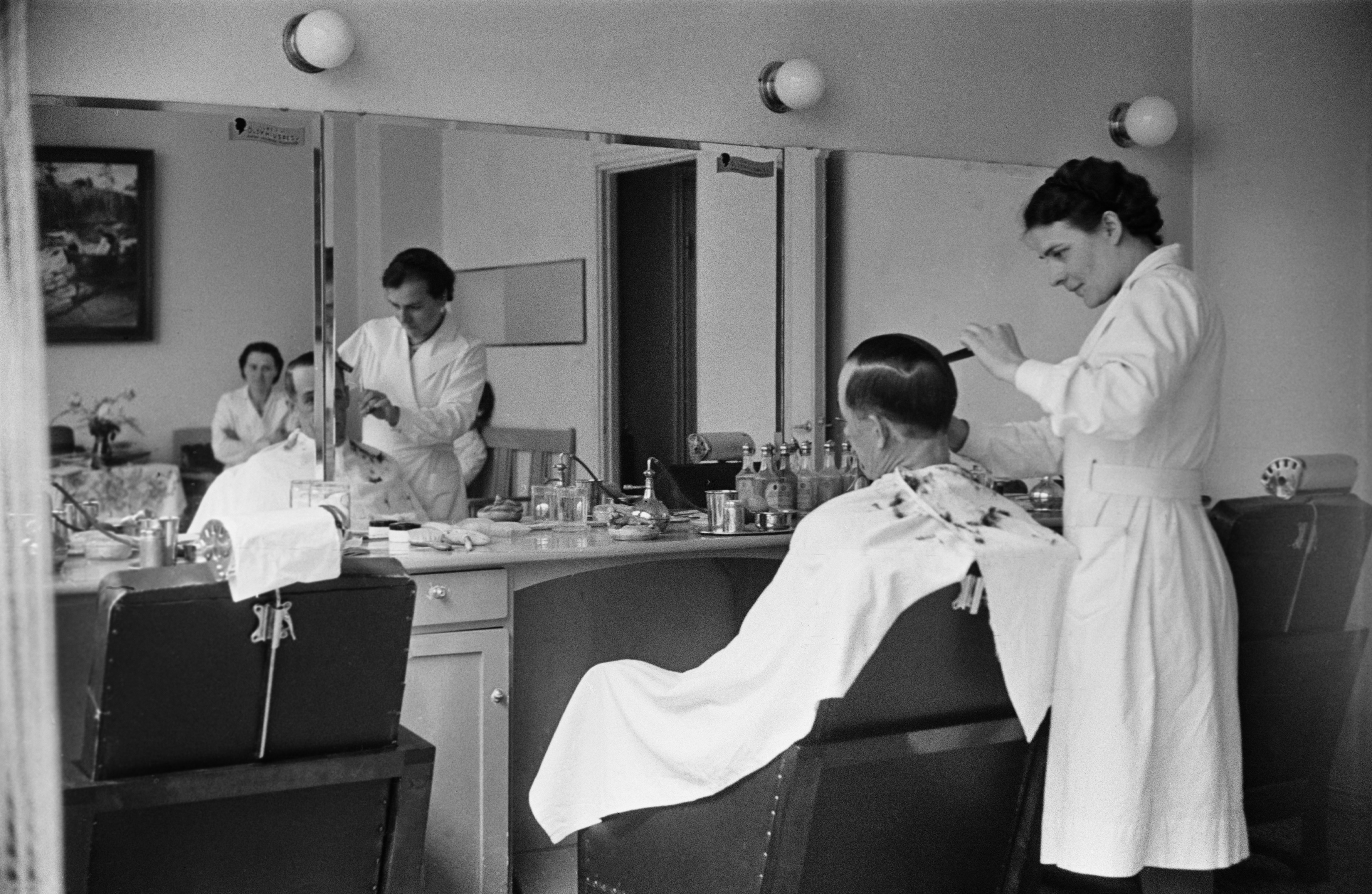
Holičství v Helsinkách, 1940
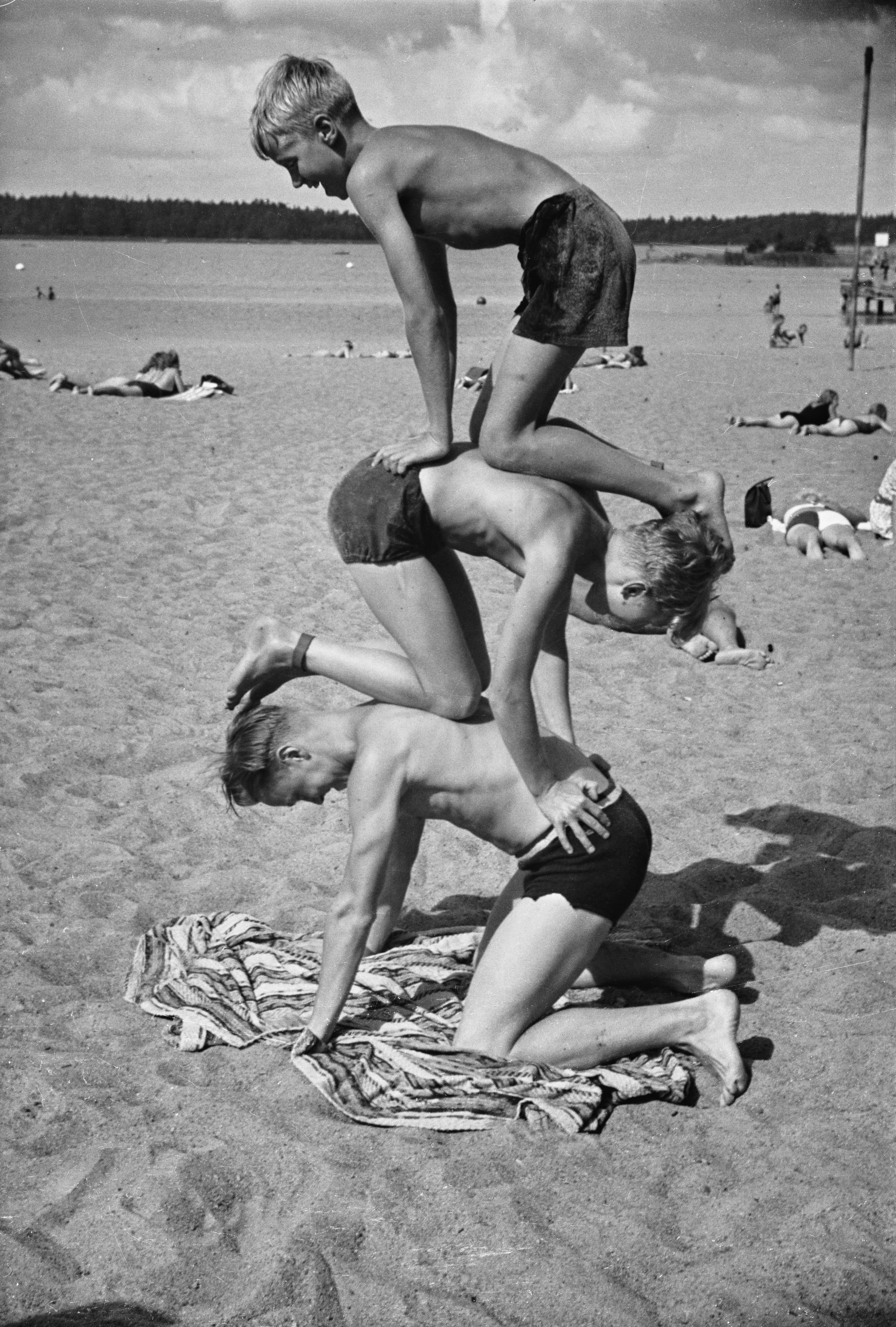
Chlapci sportující na pláži Hietaniemi
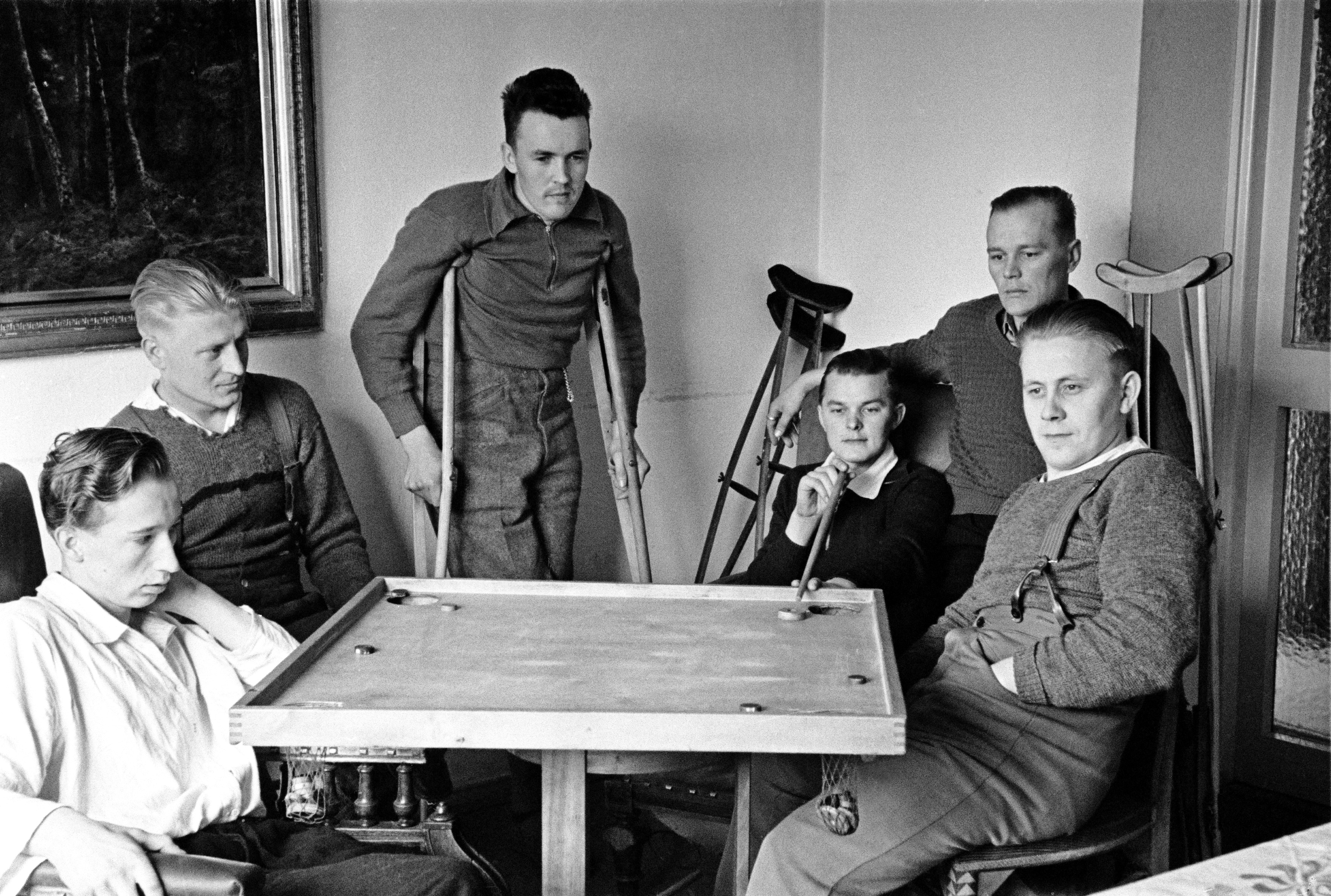
Pacienti při odpočinku ve finské nemocnici Červeného kříže, 1942
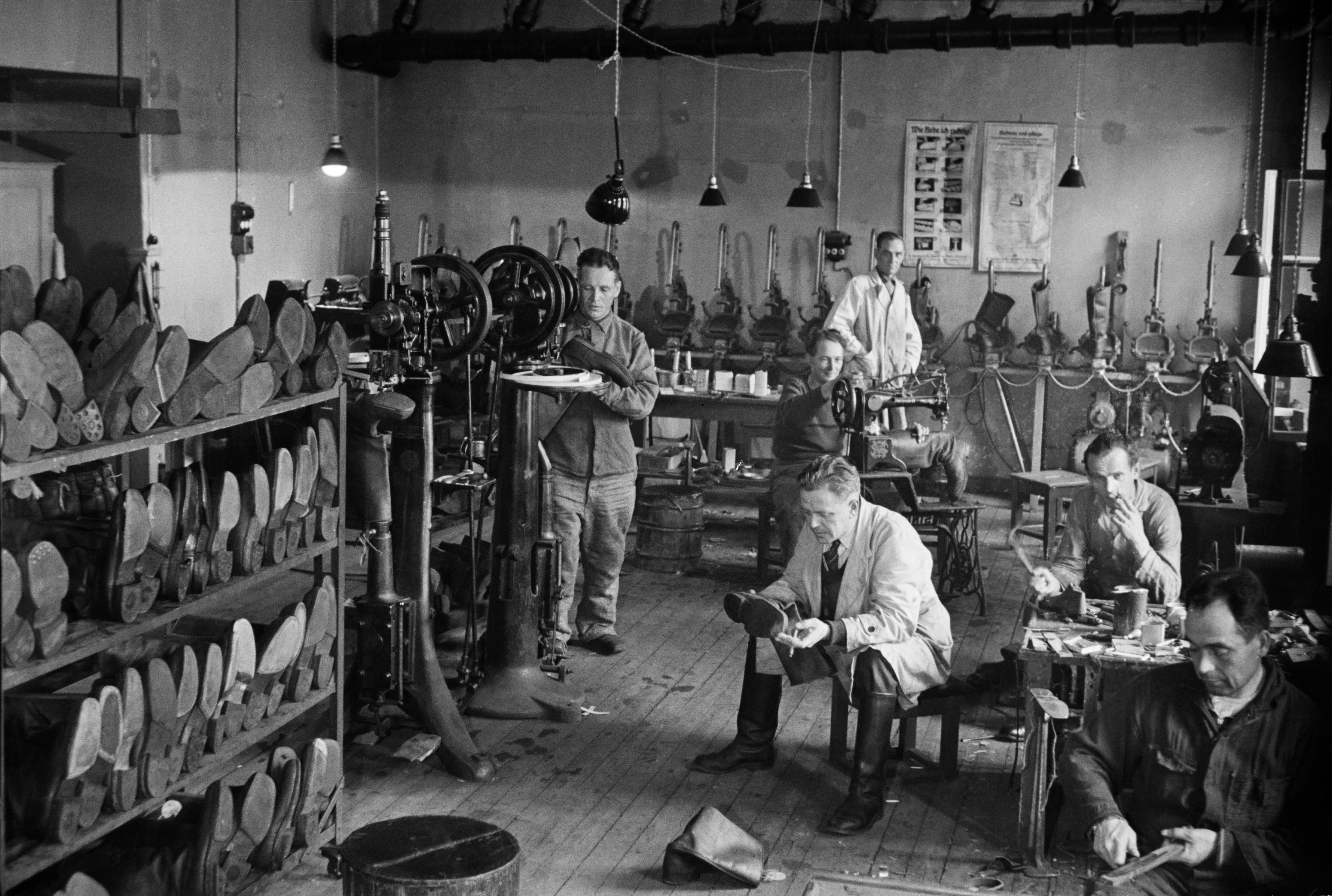
Renovace bot v armádní opravně
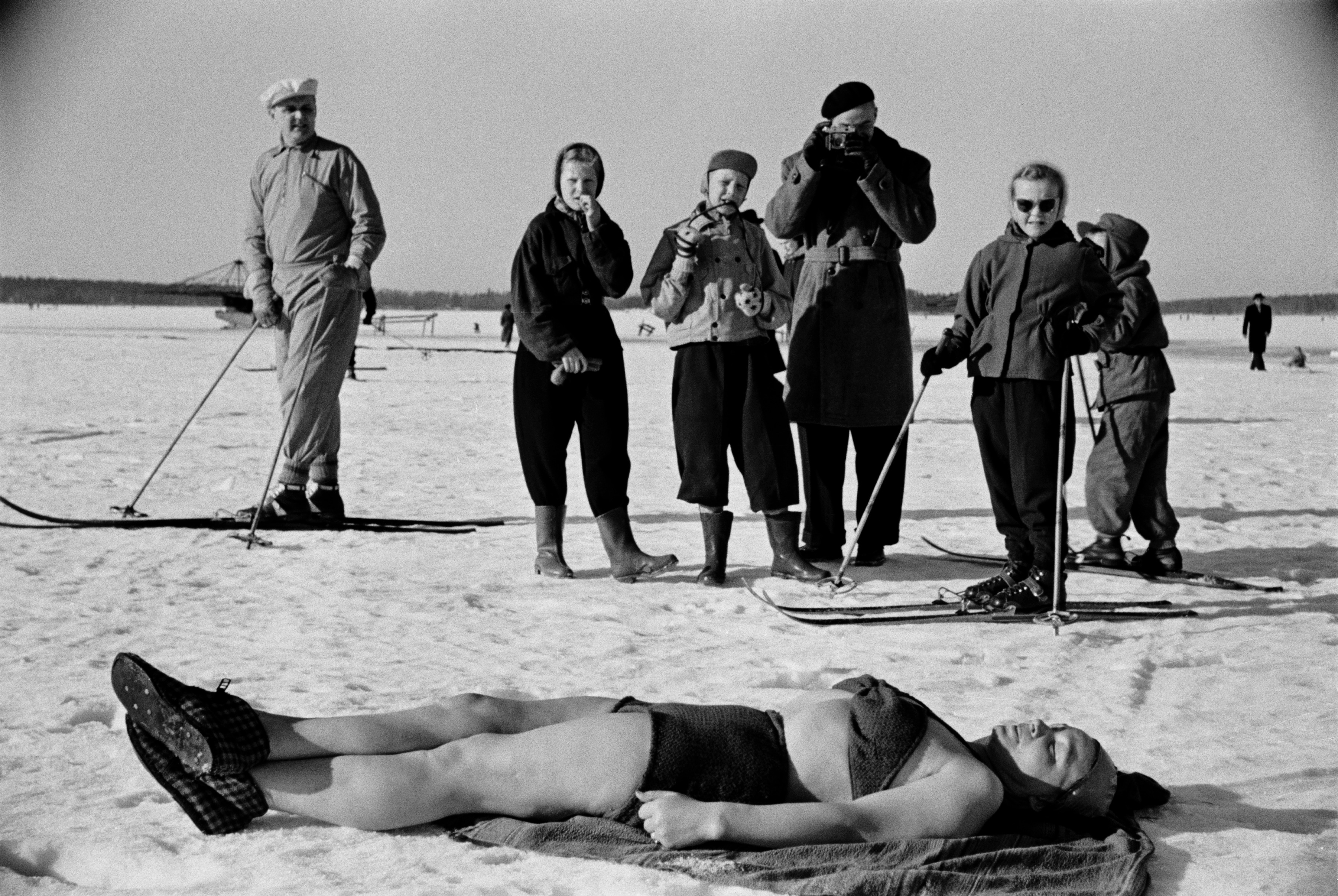
Otevřené plavání v Taivallahti (Taivallahdella). Plavci se opalují po plavání, žena v háčkovaných bikinách. Kolem stojící publikum, například muž, který fotografuje, nebo běžkař, 1952.